# Tennis Napoli Cup (singolare femminile)
Questo è un elenco delle finali del singolare femminile della Tennis Napoli Cup.
| Anno       | Campionessa       | Finalista           | Punteggio     |
| ---------- | ----------------- | ------------------- | ------------- |
| 1953       | Dorothy Knode     | Totta Zehden        | 2–6, 6–2, 6–1 |
| 1954       | Non disputato     | Non disputato       | Non disputato |
| 1955       | Nicla Migliori    | Christiane Mercelis | 6–3, 4–6, 6–4 |
| 1956       | Althea Gibson     | Heather Brewer      | 6–1, 8–6      |
| 1957       | Thelma Long       | Chiara Ramorino     | 6–2, 8–6      |
| 1958       | Yola Ramírez (1)  | Heather Brewer      | 7–5, 6–4      |
| 1959       | Renée Schuurman   | Sandra Reynolds     | 9–7, 6–4      |
| 1960       | Non disputato     | Non disputato       | Non disputato |
| 1961       | Yola Ramírez (2)  | Maria Bueno         | 6–1, 14–12    |
| 1962       | Donna Floyd       | Judy Tegart         | 6–2, 3–6, 6–3 |
| 1963       | Lesley Turner (1) | Margaret Smith      | 6–3, 5–7, 6–1 |
| 1964       | Robyn Ebbern      | Madonna Schacht     | 6–0, 6–3      |
| 1965       | Julie Heldman     | Madonna Schacht     | 6–3, 4–6, 6–0 |
| 1966       | Helga Niessen     | Christiane Spinoza  | 6–2, 6–3      |
| 1967       | Lesley Turner (2) | Kathy Harter        | 6–3, 6–2      |
| 1968       | Helen Gourlay     | Lesley Hunt         | 6–4, 6–3      |
| 1969       | Gail Chanfreau    | Laura Rossouw       | 6–4, 6–1      |
| 1970       | Laura Rossouw     | Lesley Hunt         | 6–1, 6–0      |
| 1971- 1977 | Non disputato     | Non disputato       | Non disputato |
| 1978       | Brigitte Simon    | Daniela Marzano     | 6–4, 4–6, 6–1 |
| 1979       | Pam Whytcross     | Monica Giorgi       | …             |
| 1979- 1989 | Non disputato     | Non disputato       | Non disputato |
| 1990       | Katia Piccolini   | Marketa Kochta      | 6–2, 6–4      |